# Niedźwiedź (powiat staszowski)
Niedźwiedź – wieś sołecka w Polsce, położona w województwie świętokrzyskim, w powiecie staszowskim, w gminie Bogoria.
W latach 1954–1972 wieś należała i była siedzibą władz gromady Niedźwiedź. W latach 1975–1998 miejscowość należała administracyjnie do województwa tarnobrzeskiego.
We wsi znajduje się szkoła podstawowa, ośrodek zdrowia oraz jednostka OSP.
| SIMC    | Nazwa              | Rodzaj     |
| ------- | ------------------ | ---------- |
| 0788459 | Niedźwiedź-Kolonia | część wsi  |
| 0788465 | Niemirów           | przysiółek |

## Dawne części wsi i obiekty fizjograficzne
W latach 70. XX wieku przyporządkowano i opracowano spis lokalnych części integralnych dla Niedźwiedzia
| Nazwy części wsi                                            | Nazwy obiektów fizjograficznych – charakter obiektu |
| ----------------------------------------------------------- | --- |
| 1. Kinia 2. Niemirów 3. Nowy Niedźwiedź 4. Stary Niedźwiedź | 1. Brzeziny — pole 2. Doły — pole 3. Góra — pole 4. Grabowiec — las 5. Kinia — pole 6. Kole Smugu — las 7. Krakowiaczka — pole 8. Las Malkowski — las 9. Łączyny — las 10. Pastwiska — pole, pastwisko, nieużytki 11. Pod Lasem — pole 12. Poddąbie — pole 13. Smug — pole, pastwisko 14. Tomasiny — pole 15. Za Górką — pole 16. Za Krzyżem — las |

## Historia
Według „Słownika Geograficznego Królestwa Polskiego i innych krajów słowiańskich” pod koniec XIX wieku Niedźwiedź był wsią z folwarkiem należącą do ówczesnego powiatu opatowskiego, gminy Malkowice, parafii Szumsko, odległą o 23 wiorsty od Opatowa. W 1827 roku wieś liczyła 25 domów i 89 mieszkańców, zaś w 1886 roku 13 domów i 118 mieszkańców. Obejmowała wówczas 146 mórg ziemi włościańskiej i 411 mórg ziemi folwarcznej.

## Literatura
1. Kaczmarek Leon (red. nauk. zeszytu), Taszycki Witold (red. nauk. wyd.): Urzędowe Nazwy miejscowości i obiektów fizjograficznych. 33. Powiat staszowski województwo kieleckie. Komisja ustalania nazw miejscowości i obiektów fizjograficznych (do użytku służbowego). Z: 33. Warszawa: Urząd Rady Ministrów. Biuro do Spraw Prezydiów Rad Narodowych, 1970. Brak numerów stron w książce
2. * Filip Sulimierski, Bronisław Chlebowski, Władysław Walewski, Słownik Geograficzny Królestwa Polskiego i innych krajów słowiańskich, Warszawa 1880-1885